# Liste der Biografien/Macc
Liste der Biografien |
Portal Biografien |
Personensuche
# |
A |
B |
C |
D |
E |
F |
G |
H |
I |
J |
K |
L |
M |
N |
O |
P |
Q |
R |
S |
T |
U |
V |
W |
X |
Y |
Z |
?
 
Ma |
Mb |
Mc |
Md |
Me |
Mf |
Mg |
Mh |
Mi |
Mj |
Mk |
Ml |
Mm |
Mn |
Mo |
Mp |
Mq |
Mr |
Ms |
Mt |
Mu |
Mv |
Mw |
Mx |
My |
Mz
 
Maa |
Mab |
Mac |
Mad |
Mae |
Maf |
Mag |
Mah |
Mai |
Maj |
Mak |
Mal |
Mam |
Man |
Mao |
Map |
Maq |
Mar |
Mas |
Mat |
Mau |
Mav |
Maw |
Max |
May |
Maz
 
Maca |
Macb |
Macc |
Macd |
Mace |
Macf |
Macg |
Mach |
Maci |
Mack |
Macl |
Macm |
Macn |
Maco |
Macp |
Macq |
Macr |
Macs |
Mact |
Macu |
Macv |
Macw |
Macy |
Macz
Die Liste der Biografien führt alle Personen auf, die in der deutschsprachigen Wikipedia einen Artikel haben. Dieses ist eine Teilliste mit 85 Einträgen von Personen, deren Namen mit den Buchstaben „Macc“ beginnt.

## Macc

### Macca
- MacCabe, Brian (1914–1992), britischer Mittelstreckenläufer und Sprinter
- Maccaferri, Mario (1900–1993), italienischer Gitarrenbauer und Gitarrist, Erfinder der Selmer-Gitarren
- MacCaffrey, Wallace T. (1920–2013), US-amerikanischer Historiker
- MacCaig, Norman (1910–1996), britisch-schottischer Dichter und Autor
- Maccali, Salvatore (* 1955), italienischer Radrennfahrer
- Maccallini, Bruno (* 1960), italienisch-deutscher SchauspielerBruno Maccallini (* 1960)

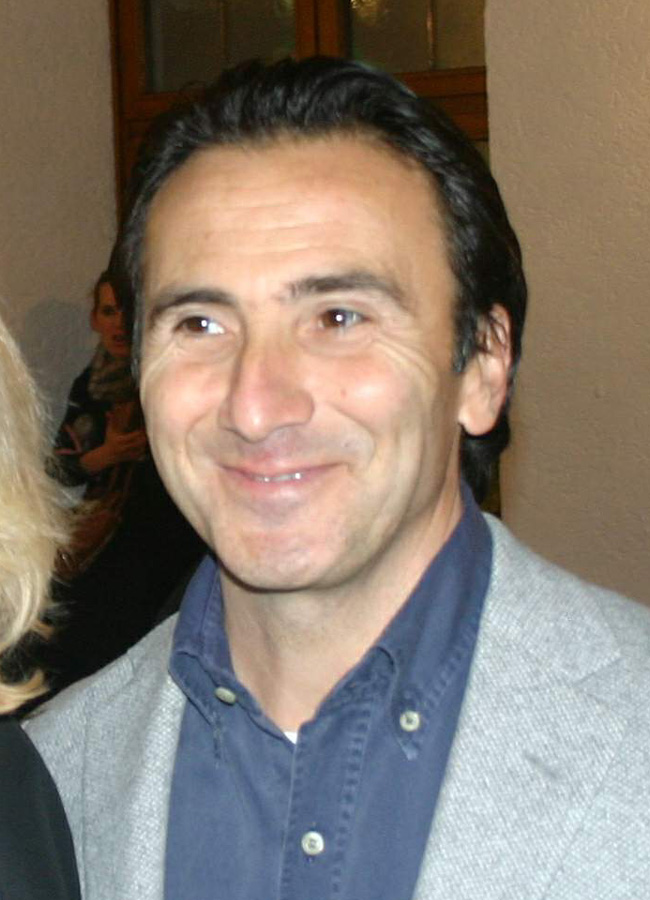
Bruno Maccallini (* 1960)

- MacCallum, Bella (1886–1927), neuseeländische Botanikerin und Mykologin
- MacCallum, Malcolm, britischer Kosmologe und Astrophysiker
- MacCallum, Thomas Watson (1881–1966), schottischer Autor, Philologe und Radiomoderator
- MacCallum, William George (1874–1944), kanadisch-US-amerikanischer Arzt und Pathologe
- MacCannell, Dean (* 1940), US-amerikanischer Soziologe
- Maccanti, Michele (* 1979), italienischer Straßenradrennfahrer
- Maccari, Carlo (1913–1997), italienischer Geistlicher, Erzbischof von Ancona-Osimo
- Maccari, Cesare (1840–1919), italienischer Maler und Bildhauer
- Maccari, Ruggero (1919–1989), italienischer Drehbuchautor
- Maccarinelli, Enzo (* 1980), britischer Boxer
- Maccario, Augusto (1890–1927), italienischer Langstreckenläufer
- Maccarone, Angelina (* 1965), deutsche Filmregisseurin und Drehbuchautorin
- Maccarone, Juan Carlos (1940–2015), argentinischer römisch-katholischer Bischof
- Maccarone, Massimo (* 1979), italienischer Fußballspieler
- Maccarrone, Michele (1910–1993), italienischer Kirchenhistoriker
- MacCarthy, Albert (1876–1956), US-amerikanischer Bergsteiger
- MacCarthy, Desmond (1877–1952), britischer Journalist, Literatur- und Theaterkritiker
- MacCarthy, Mary (1882–1953), britische Schriftstellerin und Mitglied der Bloomsbury Group
- MacCarthy, Thaddäus († 1492), irischer Bischof
- MacCaughey, Vaughan (1887–1954), US-amerikanischer Botaniker, Bildungspolitiker und religiöser Aktivist

### Macce
- Maccelli, Daniela (1949–2022), italienische Turnerin
- Maccelli, Matias (* 2000), finnischer Eishockeyspieler

### Macch
- MacChesney, John B. (1929–2021), US-amerikanischer Chemiker und Glasfaser-Pionier
- Macchi, Eros (1920–2007), italienischer Dokumentarfilmer
- Macchi, Filippo (* 2001), italienischer Florettfechter
- Macchi, Françoise (* 1951), französische Skirennläuferin
- Macchi, Gianpiero (* 1941), italienischer Radrennfahrer
- Macchi, Giovanni (1871–1915), italienischer Offizier der Guardia di Finanza
- Macchi, Giulio (1918–2009), italienischer Filmregisseur und Fernsehschaffender
- Macchi, Luigi (1832–1907), italienischer Priester, Kurienkardinal der katholischen Kirche
- Macchi, Odile (* 1943), französische Physikerin und Mathematikerin
- Macchi, Pasquale (1923–2006), italienischer Geistlicher, Privatsekretär von Papst Paul VI.
- Macchi, Valentino (1937–2013), italienischer Schauspieler
- Macchi, Vincenzo (1770–1860), italienischer römisch-katholischer Diplomat, Kardinal und Bischof
- Macchi, Vladimiro (1909–2006), italienischer Italianist, Universitätslehrer, Autor und Herausgeber
- Macchi-Meier, Jeanette (* 1973), schweizerische Moderatorin und Sängerin
- Macchiarini, Paolo (* 1958), italienischer Chirurg
- Macchiavelli, Loriano (* 1934), italienischer Schriftsteller
- Macchiavello, Héctor (* 1903), uruguayischer Fußballspieler
- Macchietti, Girolamo (1535–1592), florentinischer Maler
- Macchio, Florian von (1802–1895), österreichischer Feldmarschallleutnant
- Macchio, Karl (1859–1945), österreichisch-ungarischer Diplomat
- Macchio, Ralph (* 1961), US-amerikanischer SchauspielerRalph Macchio (* 1961)

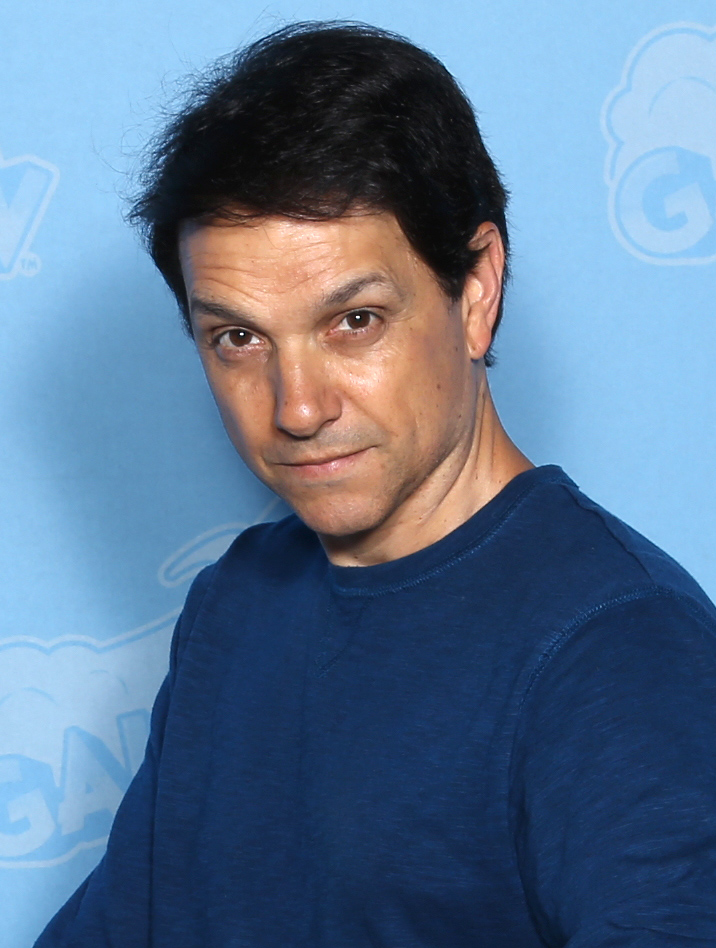
Ralph Macchio (* 1961)

### Macci
- Macciocchi, Maria Antonietta (1922–2007), italienische Kommunistin, Schriftstellerin, Frauenrechtlerin und Politikerin, Mitglied der Camera dei deputati, MdEP
- Maccione, Aldo (* 1935), italienischer Schauspieler
- Maccioni, Sonia (* 1966), italienische Marathonläuferin
- Maccioni, Valerio (1622–1676), san-marinesischer römisch-katholischer Geistlicher in Hannover, Titularbischof, Apostolischer Vikar des Nordens

### Maccl
- MacClintock, Dorcas (* 1932), US-amerikanische Biologin, Sachbuchautorin und Bildhauerin

### Macco
- Macco, Alexander (1767–1849), deutscher Historien- und Porträtmaler
- Macco, Georg (1863–1933), deutscher Landschaftsmaler und Illustrator
- Macco, Heinrich (1843–1920), deutscher Ingenieur, Verbandsvertreter und Politiker
- Macco, Hermann Friedrich (1864–1946), deutscher Historiker und Genealoge
- Maccoby, Eleanor (1917–2018), amerikanische Psychologin
- Maccoby, Hyam (1924–2004), britischer Judaist und Schriftsteller
- Maccoby, Michael (1933–2022), US-amerikanischer Psychoanalytiker, Sozialforscher und Führungsberater
- MacColl, Catriona (* 1954), britische Schauspielerin
- MacColl, Ewan (1915–1989), schottischer Autor, Dichter, Schauspieler, Folksänger und Schallplattenproduzent
- MacColl, Kirsty (1959–2000), britische Sängerin und SongwriterinKirsty MacColl (1959–2000)

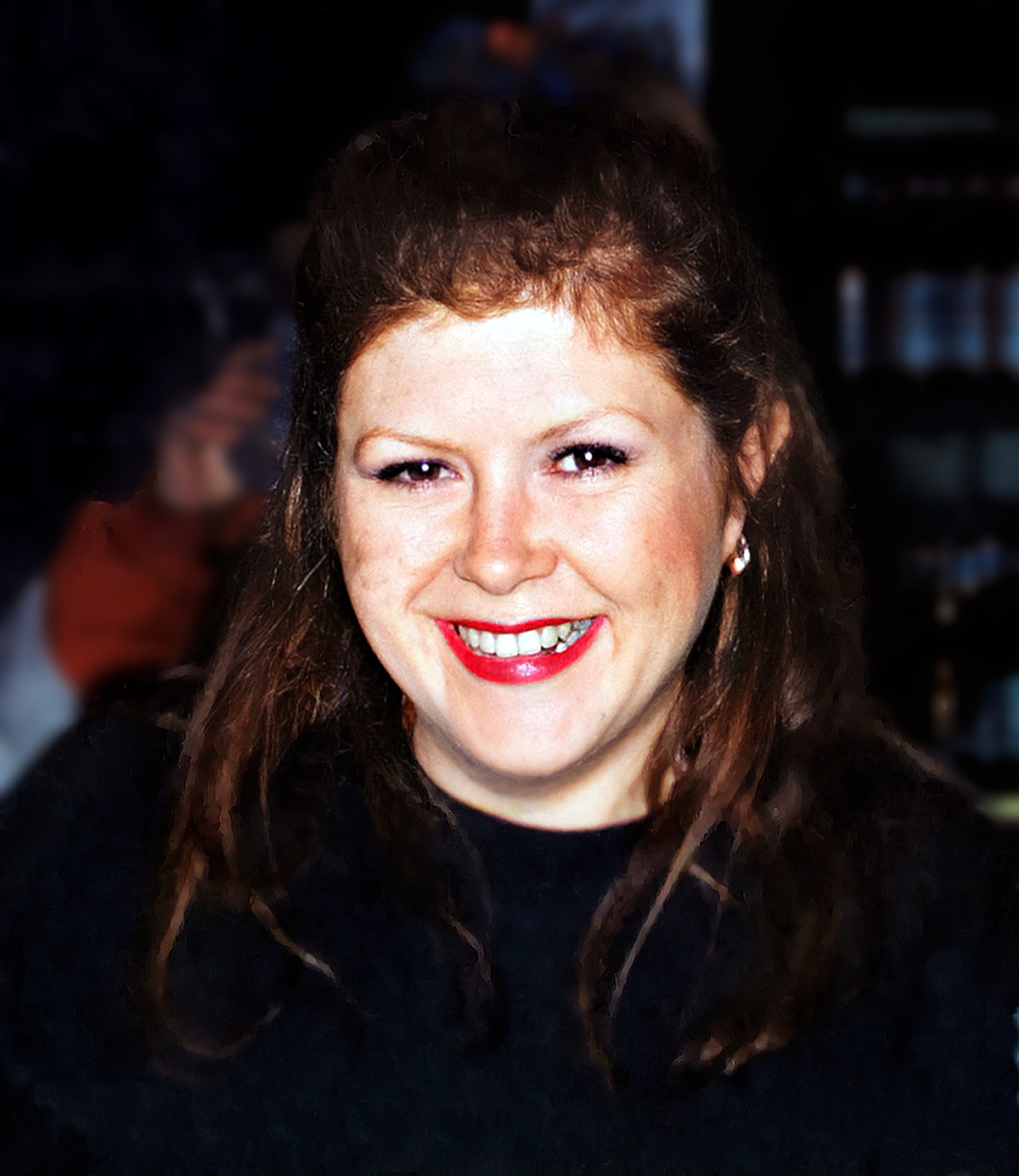
Kirsty MacColl (1959–2000)

- MacColla, Alasdair († 1647), Soldat im Englischen Bürgerkrieg
- MacCollum, Isaac J. (1889–1968), US-amerikanischer Politiker und Arzt
- Maccoppi, Andrea (* 1987), italienischer Fußballspieler
- MacCorkindale, Simon (1952–2010), britischer Film- und Theaterschauspieler, Filmproduzent, Filmregisseur, Drehbuchautor und Komponist
- MacCorkle, William A. (1857–1930), US-amerikanischer Politiker
- MacCormac, Carson (* 1999), kanadischer Schauspieler
- MacCormack, Sabine G. (1941–2012), deutsch-amerikanische Historikerin
- Maccotta, Giuseppe Walter (1915–2006), italienischer Diplomat
- Maccovius, Johannes (1588–1644), polnischer reformierter Theologe

### Maccr
- MacCrate, John (1885–1976), US-amerikanischer Jurist und Politiker
- MacCready, Paul (1925–2007), US-amerikanischer Physiker und Ingenieur
- MacCrimmon, Brenna (* 1970), kanadische Sängerin

### Maccu
- MacCullagh, James (1809–1847), irischer Mathematiker und Physiker
- MacCulloch, Diarmaid (* 1951), englischer Kirchenhistoriker und Theologe, Professor
- MacCulloch, Elijah (* 1989), kanadischer Sommerbiathlet
- MacCulloch, John (1773–1835), britischer Geologe
- MacCulloch, John Arnott (1868–1950), britischer Keltologe
- MacCulloch, Todd (* 1976), kanadischer Basketballspieler
- MacCunn, Hamish (1868–1916), schottischer Komponist und Dirigent
- MacCurdy, John Thompson (1886–1947), kanadisch-amerikanischer Psychiater, Neuropathologe und Psychoanalytiker
- MacCurtain, Tomás (1884–1920), irischer Politiker